# 今井町 (横浜市)
今井町（いまいちょう）は、神奈川県横浜市保土ケ谷区の町名。「丁目」のない単独行政地名。住居表示未実施。

## 地理
横浜市保土ケ谷区南西部に位置し、面積は1.707km²。中央を今井川が流れる。

### 字名
| - 根下（ねした） - 芦ケ谷（あしがや） - 大久保（おおくぼ） - 大上（おおかみ） - 美立谷（みたてや） | - 狐谷（きつねやと） - 入之谷（いりのやと） - 谷ヤト（たにやと） - タニ谷（たにやと） |

## 歴史

### 町名の由来
今井の名は『新編武蔵風土記稿』によると木曽義仲の家人、今井兼平が住んだことから。

### 沿革
- かつての都筑郡今井村[6]。
- 1889年（明治22年）4月1日 - 二俣川村、市野沢村、三反田村、小高新田と合併し、二俣川村大字今井となる[6]。
- 1939年（昭和14年）4月1日 - 横浜市に編入し保土ケ谷区の一部となる[6]。
- 1959年（昭和34年）1月1日 - 旭区小高町の一部と境界を調整[8]。
- 1969年（昭和44年）10月1日 - 行政区再編成に伴い旧保土ケ谷区を廃止し、新たに保土ケ谷区へ編入[9]。
- 1970年（昭和45年）5月1日 - 旭区左近山の一部と境界を調整[9]。
- 1981年（昭和56年）7月13日 - 法泉町が廃止となり一部を編入[10]。
- 1998年（平成10年）10月19日 - 今井町、藤塚町の各一部から新桜ケ丘一丁目を、今井町、藤塚町、旭区市沢町の各一部から新桜ケ丘二丁目を新設[11]。

## 世帯数と人口
2025年（令和7年）6月30日現在（横浜市発表）の世帯数と人口は以下の通りである。
| 町丁   | 世帯数    | 人口    |
| ------ | --------- | ------- |
| 今井町 | 2,803世帯 | 5,740人 |

### 人口の変遷
国勢調査による人口の推移。
| 年                 | 人口   |
| ------------------ | ------ |
| 1995年（平成7年）  | 10,817 |
| 2000年（平成12年） | 5,834  |
| 2005年（平成17年） | 5,773  |
| 2010年（平成22年） | 6,316  |
| 2015年（平成27年） | 6,125  |
| 2020年（令和2年）  | 5,982  |

### 世帯数の変遷
国勢調査による世帯数の推移。
| 年                 | 世帯数 |
| ------------------ | ------ |
| 1995年（平成7年）  | 3,503  |
| 2000年（平成12年） | 1,962  |
| 2005年（平成17年） | 2,043  |
| 2010年（平成22年） | 2,283  |
| 2015年（平成27年） | 2,280  |
| 2020年（令和2年）  | 2,372  |

## 学区
市立小・中学校に通う場合、学区は以下の通りとなる（2024年11月時点）。
| 番・番地等                                                                                   | 小学校             | 中学校           |
| -------------------------------------------------------------------------------------------- | ------------------ | ---------------- |
| 2番地、78番地 80番地、82番地 168番地                                                         | 横浜市立藤塚小学校 | 横浜市立橘中学校 |
| 1〜71番地、83〜112番地 120〜165番地、167番地 169〜200番地、309番地 379〜391番地、401番地以降 | 横浜市立今井小学校 | 横浜市立橘中学校 |

- 横浜市立今井小学校通学区域の一部には「特別調整通学区域」が設定されており、横浜市立左近山中学校も選択できる。[19]

## 事業所
2021年（令和3年）現在の経済センサス調査による事業所数と従業員数は以下の通りである。
| 町丁   | 事業所数  | 従業員数 |
| ------ | --------- | -------- |
| 今井町 | 195事業所 | 2,669人  |

### 事業者数の変遷
経済センサスによる事業所数の推移。
| 年                 | 事業者数 |
| ------------------ | -------- |
| 2016年（平成28年） | 200      |
| 2021年（令和3年）  | 195      |

### 従業員数の変遷
経済センサスによる従業員数の推移。
| 年                 | 従業員数 |
| ------------------ | -------- |
| 2016年（平成28年） | 2,504    |
| 2021年（令和3年）  | 2,669    |

## 交通

### 鉄道
- 東海道貨物線[22]

### 道路
- 保土ヶ谷バイパス（新桜ヶ丘IC）
- 横浜新道（今井IC）
- 環状2号線

## 施設
- 横浜カントリークラブ
- 神奈川県立商工高等学校
- 横浜市西部地域療育センター

## 史跡
- 今井城址：今井兼平の居城であったと伝えられるがはっきりしない[23]。

## その他

### 日本郵便
- 郵便番号 : 240-0035[3]（集配局：保土ヶ谷郵便局[24]）

### 警察
町内の警察の管轄区域は以下の通りである。
| 番・番地等                                                               | 警察署         | 交番・駐在所   |
| ------------------------------------------------------------------------ | -------------- | -------------- |
| 39～40番地、69～72番地 83～85番地、110番地 120番地、168番地 194～195番地 | 保土ケ谷警察署 | 新桜ヶ丘駐在所 |
| その他                                                                   | 保土ケ谷警察署 | 今井町駐在所   |